# Giuseppe Singrossi
Giuseppe Singrossi (* 29. Mai 1879 in Mailand; † ) war ein italienischer Bahnradsportler.
1900 startete Giuseppe Singrossi bei den Olympischen Spielen in Paris im Profi-Mannschaftswettbewerb Grande Course de Nations über 1500 Meter (in Form eines Punktefahrens) und belegte gemeinsam mit Pietro Bixio und Gian Ferdinando Tomaselli Platz drei, der mit 3000 Francs dotiert war. Im selben Jahr wurde er italienischer Meister im Sprint. 1905 belegte er den dritten Platz der italienischen Meisterschaft im Steherrennen.